# Coppa di Natale (Ginevra)
La Coupe de Noël (letteralmente Coppa di Natale) è un avvenimento sportivo di nuoto invernale in acque libere che si tiene nel periodo natalizio sul lago Lemano a Ginevra. Organizzato dalla società sportiva Genève Natation 1885 e con cadenza annuale, conta ad oggi 85 edizioni (ultima edizione: 16 e 17 Dicembre 2023), di cui la prima risalente al 1934. A causa delle temperature dell'acqua, l'evento è rimasto a lungo di nicchia. Solo recentemente, grazie al crescente numero di partecipanti è divenuto un avvenimento popolare e con una forte componente folcloristica.

## Modalità

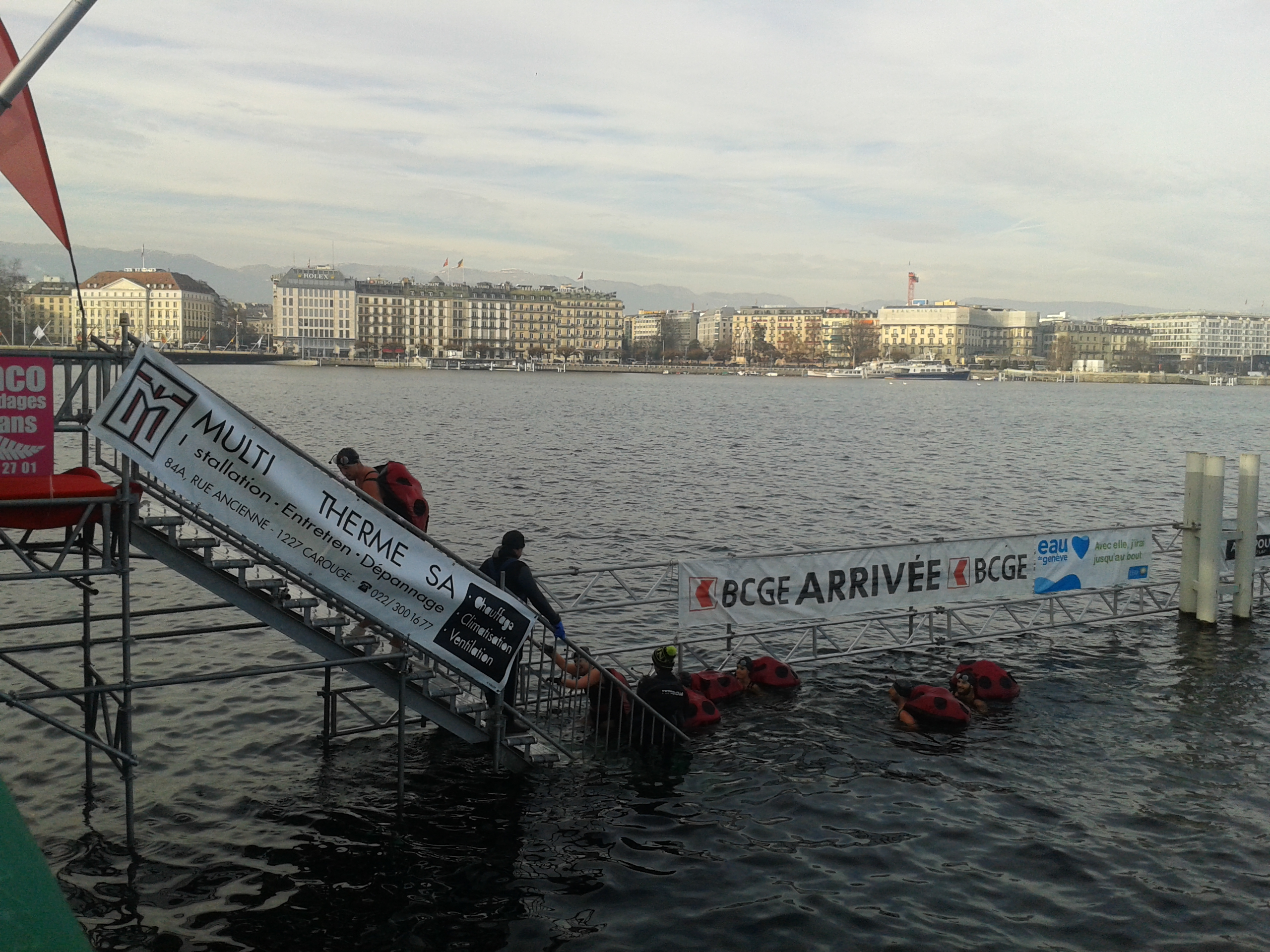
Traguardo della Christmas Cup, 22 dicembre 2015

Nelle edizioni recenti l'evento si tiene annualmente il fine settimana che precede il Natale. I partecipanti debbono nuotare nell'acqua del lago per circa 100 metri con temperature intorno ai 6 °C. Per ragioni organizzative e di sicurezza l'entrata in acqua avviene in scaglioni di 25 persone ogni 5 minuti. Prima di tuffarsi, per ridurre il rischio di shock termico, i partecipanti ricevono delle copiose secchiate d'acqua gelata.
Analogamente alla corsa dell'Escalade, la partecipazione può avvenire in una categoria competitiva o non competitiva. Nelle categorie competitive, non sono ammesse mute, guanti e pinne (ma sono ammesse scarpette/calzette) ed è presente un premio in denaro. Nella categoria non competitiva, detta "umoristica", invece non ci sono restrizioni vestimentarie ed è anzi incoraggiato l'uso di costumi e gadget appariscenti.

### Givrée du Jet d'Eau
Nel 2018, per l'ottantesima edizione, alla Coppa di Natale è stata aggiunta una nuova competizione dal nome Givrée du Jet d'Eau (gioco di parole traducibile con Sbrinata del Getto d'Acqua). Ci sono state soltanto due edizioni di questa competizione che, analogamente alla Corsa del Duca si svolge ogni cinque anni, nel 2018 e nel 2023. Con una distanza di nuoto di circa 500 metri, la Givrée du Jet d'Eau si snoda fra lo Jet d'eau ed il Jardin Anglais. Nella sua prima edizione i partecipanti sono stati 80, nell'ultima 85.

## Storia

### Peter Pan Christmas Day Race
L'archetipo delle competizioni di nuoto in acque invernali sembra essere la Peter Pan Christmas Day Race che dal 1864 a tutt'oggi si tiene nel lago Serpentine a Londra. La Peter Pan Christmas Day Race trae il suo nome dal romanzo Peter Pan e dal fatto che si tiene il 25 Dicembre. La competizione fu intitolata a Peter Pan perché il suo autore, J. M. Barrie, presenzio' la gara dal 1903 (data della prima teatrale londinese della commedia Peter Pan) al 1932. In queste occasioni Barrie dono' una coppa denominata Peter Pan cup ai vincitori. La gara consiste in una nuotata di circa 100 metri nelle freddissime acque del lago (saltuariamente il lago si presenta gelato). Il numero di edizioni della gara è, ad oggi (21 Dicembre 2022), 158.

### Coupe de Noël (di Parigi)
Sul modello della Peter Pan Christmas Day Race, nacque nel 1906 la Coupe de Noël di Parigi. Anche in questo caso il nome derivava dalla data nella quale si teneva, il 25 Dicembre, e dal trofeo attributo, una coppa. L'evento che consisteva nel nuotare un centinaio di metri attraversando la Senna, si esaurì nel 1940 con l'avvento della seconda guerra mondiale. Ne furono effettuate 32 edizioni.

### Coupe de Noël (di Ginevra)
Ultima per nascita è la Coupe de Noël di Ginevra. Fu creata nel 1934 ad opera dell'imprenditore e pallanuotista René Doria. Doria, in Italia conosciuto per i biscotti omonimi, era membro del Cercle des Nageurs de Genève ed ebbe l'idea della gara dopo aver visto l'analogo evento a Parigi. L'ultima edizione della Coupe de Noël di Ginevra, l'85ª, si è tenuta il 16 e 17 Dicembre 2023.

## Dati
La temperatura più bassa mai registrata è stata +2° nel 1945, la più alta +9° nel 2014. Il numero di iscritti è passato da 9 per la prima edizione a circa 4300 per l'edizione del 2023.
Per la Coppa di Natale (100m) il miglior tempo maschile è stato stabilito nel 2023 da Tanguy Prongué in 53 secondi e 58 centesimi. Il miglior tempo femminile invece è stato stabilito sempre nel 2023 da Ludivine Blanc in 1 minuto e 30 centesimi.
Per la Sbrinata del Getto d'Acqua (500m) il miglior tempo maschile è stato stabilito nel 2018 da Julien Baillod in 5 minuti 15 secondi e 86 centesimi. Il miglior tempo femminile invece è stato stabilito nel 2023 da Emma Onolfo in 5 minuti 58 secondi e 9 centesimi.
La persona più anziana che abbia mai partecipato alla Coppa di Natale e' Willem Suringar che nel 2022 ha partecipato all'età di 88 anni con un tempo di 8 minuti e 37 secondi.
La competizione fa parte degli eventi sportivi di nuoto invernale, categoria cold water in acque libere.
La manifestazione è classificata come a rischio dalla autorità locali e per tale ragione si appoggia a numerosi addetti della polizia nautica. Ad oggi, 2023, non sono mai stati segnalati incidenti gravi. Gli abbandoni, iscritti che non si presentano, sono estremamente rari.